# ليون فان دير إسن
ليون فان دير إسن هو مؤرخ بلجيكي، ولد في 12 ديسمبر 1883 في أنتويرب في بلجيكا، وتوفي في 10 فبراير 1963 في لوفان في بلجيكا.